# 鲁东河
鲁东河（法語：Roudon，法語發音：[ʁudɔ̃]）是法国奥弗涅-罗讷-阿尔卑斯大区阿列省的河流，是卢瓦尔河的左支流，长36千米。